# Robert der Teuxel
Robert der Teuxel ist eine parodierende Zauberposse in zwei Aufzügen von Johann Nestroy. Das Stück entstand 1833 und wurde am 9. Oktober dieses Jahres im Theater an der Wien uraufgeführt.

## Inhalt
Robert trinkt und spielt mit der Schützengesellschaft im Gasthof zur Teufelsmühl. Er versucht sein Glück bei den Karten und im Kegelscheiben (Kegelspiel), aber der höllische Bertram, der ihn ins Unglück stürzen will, dreht alles stets so, dass er verliert. Robert ist der Bräutigam Isabellas, deren Vater, Herr von Goldfisch, will jedoch nichts mehr davon wissen, bis sich Robert gebessert hat und solide geworden ist. Dieser ist entrüstet:
Übrigens, was soll ich mich denn so hofmeistern lassen von ihm? Wer ist denn dieser Goldfisch? Ich wollt ihm's schon zeigen, wenn ich nur so viel Geld hätt, als er. (II. Act, 9te Scene)
Zwar hält Isabella noch immer zu Robert, doch Bertram verführt ihn, sein Glück mit der goldenen Zauber-Pippen (Zapfhahn) von Gumpoldskirchen zu versuchen. Er erringt sie und zum „Lohn“ will ihn Bertram mit in die Hölle ziehen, was Reimboderl und Liserl gerade noch verhindern können. Robert bereut sein liederliches Leben und erhält dafür Isabella zur Frau.
In einer Nebenhandlung ist der einfältige Reimboderl zwar sehr um die Treue seiner Liserl besorgt, lässt sich aber von allen an der Nase herumführen. Die resolute Lieserl wehrt jedoch sowohl die Avancen Roberts als auch die stürmischen Versuche Bertrams ab. Der ist selbst erstaunt über seine Gefühle:
Es passt nicht für meinen Stand, ich hab eine unterirdische Anstellung und ich – ich erröthe, wenn ich es ausspreche – (Naiv und verschämt vortretend.) Ich bin verliebt. In die Liserl, auf Ehr. (II. Act, 6te Scene)
Auch dabei blitzt Bertram ab und muss sich schließlich auf der ganzen Linie geschlagen geben – ihn erwartet in der Unterwelt eine strenge Strafe für sein Versagen.

## Werksgeschichte
Johann Nestroy schrieb 1833 eine Parodie auf das romantische Drama „Robert der Teufel“ von Ernst Raupach. Da jedoch im gleichen Jahr noch vor der Aufführung dieses Stückes Giacomo Meyerbeers Oper „Robert le diable“ in Wien großen Erfolg hatte, wollte sich Direktor Carl Carl dort anhängen. Er bat Nestroy deshalb, zuerst diese Oper unter dem Titel „Robert der Teuxel“ zu parodieren. Die ursprünglich unter dem gleichen Namen geplante Raupach-Parodie blieb deshalb vorerst noch liegen und wurde erst 1834 unter dem neuen Titel „Der Zauberer Sulphurelectrimagneticophosphoratus“ uraufgeführt.
Meyerbeers Oper war die Sensation der Pariser Opernsaison von 1832. In Wien wurde sie zuerst am 20. Juni 1833 im Theater in der Josefstadt  und am 8. Oktober dieses Jahres im Theater am Kärntnertor aufgeführt. Beide Aufführungen hatten trotz der Schwächen in der verworrenen Handlung einen sensationellen Erfolg zu verzeichnen.
Meyerbeers Werk wurde schon vor Nestroys Bearbeitung im Sommer 1833 persifliert, und zwar durch „Robert der Wauwau“ von Johann Schickh mit der Musik von Andreas Scutta im Leopoldstädter Theater, ein schwaches Stück, das deshalb auch kein Erfolg geworden war, aber immerhin 14 Aufführungen erlebte. Carl sah sich in seiner Bemühung bestätigt, rasch ein zugkräftiges Gegenstück auf die Bühne des Theaters an der Wien zu bringen. Obwohl „Robert le diable“ bei den Wiener Musikliebhabern als äußerst gelungene Komposition galt, war das Libretto der Herren Germain de la Vigne und Eugène Scribe bestenfalls pathetisch-sentimentale Dutzendware. Nestroy durchschaute sehr schnell den oberflächlichen Text und die effekthaschende Inszenierung, alles wie geschaffen für eine boshafte Parodie.
Er verlegte die Handlung in die bürgerliche Szene im Süden Wiens, die Haupthelden werden zu liederlichen Lumpen, die Ritter zu einer Schützengesellschaft, Isabella zu einer reichen Gutsbesitzerstochter, das düstere Würfelspiel zu einer Gasthaus-Kegelpartie. Bertram ist Commissionair eines bösen Zauberers (die Zensur verbot jede Erwähnung des Teufels), die buhlerischen Nonnen werden zu Kellnerinnen mit der die Gäste prellenden Oberkellnerin Lenerl. Das Heerlager in Sizilien wird zum Wirtshaus zur Teufelsmühl (in Siebenhirten) und zur Spinnerin am Kreuz (im heutigen Wien-Favoriten), das Grabmal der Rosalie in den Klosterruinen zu einem Gumpoldskirchner Weinkeller.
Teile seiner eigenen nie aufgeführte Zauberposse „Genius, Schuster und Marqueur“ von 1832, besonders die Gasthausszenen, hat Nestroy für dieses Werk verwendet. Die Musik mit einer Ouvertüre und 32 Musiknummern war so aufwendig zu komponieren, dass Adolf Müller auf dem letzten Blatt seiner Partitur vermerkte: „Fine Deo gratias“ (Fertig Gott sei Dank).
Bei der Uraufführung spielten Johann Nestroy den Bertram, Carl Carl den Robert, Wenzel Scholz den Reimboderl, alternierend Friedrich Hopp und Ignaz Stahl den Nagelberger, Elise Zöllner die Bäuerin Liserl, Nestroys Lebensgefährtin Marie Weiler die Isabella.

## Zeitgenössische Rezeption
Publikumsreaktionen und Kritik waren – besonders anfangs – eher gemischt, später setzten sich positivere Einschätzungen durch. Der Nestroy ablehnend gegenüberstehende Theaterkritiker Franz Wiest schrieb eine sehr bösartige Rezension im Sammler, in der er „Robert der Wauwau“ als das weitaus bessere Werk bezeichnete. Sogar Gustav Pabst, der Redakteur des Sammler, fand dies so unzutreffend, dass er kurze Zeit später eine Gegendarstellung im eigenen Blatt veröffentlichte:
„Nestroys komische Muse entwickelte abermals einen Reichtum origineller Ideen, einen Schatz von Humor und Laune, der sich hauptsächlich in den Gesangstücken kundtat […] Carl (Robert), Scholz (Reimboderl) und Nestroy (Bertram) erhielten die Lachmuskeln in einer immerwährenden Bewegung. Nestroy war besonders originell. Die Dlles. Zöllner und Weiler erhielten viel Beifall.“
Die Nestroy meist wohlwollende Wiener Theaterzeitung von Adolf Bäuerle schrieb am 12. Oktober:
„Das Geschäft, über Bühnenereignisse zu referieren, ist weder angenehm noch dankbar; erscheint nämlich eine Novität, von welcher Direktor und Publikum große Erwartungen hegen, so gerät der unglückliche Referent nicht selten mit einer der Parteien oder mit sich selbst in Kollision. […] das Publikum dagegen verlangt vom Kritiker Wahrheit und hat das Recht, sie zu fordern, weil der Kritiker nur durch seine Unterstützung und um seinetwillen besteht.“
Die sehr ausführliche Rezeption ist zwiespältig in der Beurteilung, Nestroys Witz wird hervorgehoben, jedoch als doch zu dünn für den Stoff kritisiert. Die Dekoration wird sehr gelobt, die Musik nicht für gut befunden, Scholz für sein Spiel hervorgehoben, den anderen Akteuren Bemühen attestiert.

## Spätere Interpretationen
Otto Rommel reiht das Werk in der Kategorie jener Parodien ein, „die sich des Zauberapparates bedienen“ (Zitat). Dazu zählte er auch Der Zauberer Sulphurelectrimagneticophosphoratus, Der gefühlvolle Kerckermeister, Zampa der Tagdieb und Nagerl und Handschuh.
Nach Brukner/Rommel handelte es sich um einen – auch von Teilen der Presse angeheizten – Konkurrenzkampf zwischen Theater an der Wien und Theater in der Leopoldstadt, wobei Direktor Carl durch eine besonders prunkvolle Ausstattung die Nase vorne gehabt hätte. Dennoch wäre besonders am Beginn die Reaktion des Publikums gemischt gewesen, was auch mit den durch Carls Reklame und dem vorangegangenen Erfolg des Lumpazivagabundus zu hoch gespannten Erwartungen zusammenhing. Nach diesen Anlaufschwierigkeiten sei das Stück dann so lange ein Erfolg geblieben, solange Nestroy den Bertram gespielt habe.